# Shadia Habbal
Shadia Rifa'i Habbal (árabe: شادية رفاعي حبال) es una física y astrónoma sirio-americana especializada en física Espacial. Ha sido profesora de física Solar y su investigación está centrada en el viento Solar y el eclipse Solar.

## Vida y educación
Nació como Shadia Na'im Rifa'i en la ciudad de Homs donde acabó la educación secundaria, se matriculó en la Universidad de Damasco donde obtuvo su licenciatura en físicas y matemática. Recibió un màster en física de la Universidad americana de Beirut antes de recibir su PhD de la Universidad de Cincinnati.

## Carrera
Completó un ASP de un año en el Centro Nacional para Búsqueda Atmosférica (1977-1978) y se unió al Harvard–Smithsonian Center for Astrophysics en 1978 dónde estableció un grupo de búsqueda sobre física solar terrestre, una posición que mantuvo hasta 2000. Habbal fue también nombrada como profesora de física solar terrestre en el Instituto de Ciencias Matemáticas y Físicas de la Universidad de Gales, Aberystwyth. Entre (1995-2000) fue conferenciante en la Universidad de Harvard.
En 2002 fue nombrada editora en la revista Journal of Geophysical Research, Sección de Física Espacial. Es miembro de muchos grupos profesionales que incluyen la Sociedad Astronómica americana, la Unión Astronómica Internacional, el Hawaii Institute for Astronomy así como socia de la Sociedad Astronómica Real.

## Búsqueda
Habbal se centró en el origen y evolución del viento solar, campos magnéticos solares y observaciones de eclipses polarimetricos. Dirigió 10 expediciones sobre eclipses solares, visitando sitios como India (1995), Guadalupe (1998), China (2008) y la Polynesia francesa (2010). Habbal lideró un equipo del Hawaii Institute for Astronomy que participó en la observación de la corona solar durante un eclipse en asociación con NASA en 2006, 2008 y 2009, también jugó una función clave en establecer la Solar Probe Plus de la NASA que, si fuera lanzada, será la primera aeronave para volar a la corona solar.

## Honores
- Pionera, Arab Thought Foundation, diciembre de 2004.
- Certificado de Profesor invitado de la Universidad de Ciencias y Tecnología de China, Hefei, 4 de septiembre de 2001.
- NASA Group Achievement Award, Spartan 201 white Light Coronagraph Team, Washington D. C., 14 de agosto de 2000.
- Premio Adventurous Women Lecture Series, Harvard-Smithsonian Center for Astrophysics Women's Program Committee, 8 de junio de 1998.
- Certificado Appreciation for outstanding service and support - Harvard-Smithsonian Center for Astrophysics, 19 de diciembre de 1997.
- Certificado Appreciation for outstanding service -National Research Council, Board on Atmospheric Sciences and Climate, 1996.
- Certificado Award en reconocimiento por los logros espaciales conseguidos demostrando un alto nivel de éxito, Smithsonian Institution, 25 de julio de 1993.